# Allan Cameron
Allan Cameron (* 1. April 1944 in Oxford, Großbritannien) ist ein britischer Filmarchitekt, der an zahlreichen Hollywood-Filmen beteiligt war.

## Leben
Cameron ließ sich an der Oxford Art School, der Universität von Birmingham und am Londoner Royal College of Art künstlerisch ausbilden. Seine ersten beruflichen Erfahrungen sammelte er als künstlerischer Gestalter von Werbespots. Mit Beginn der 1970er Jahre wechselte Cameron als Szenenbildner zum Fernsehen. Für seine Arbeit an dem Mehrteiler Edward & Mrs. Simpson wurde er 1979 mit dem British Academy Television Award in der Kategorie Bestes Szenenbild ausgezeichnet.
Mit Beginn der 1980er Jahre konzentrierte sich Allan Cameron auf seine Designertätigkeit für den Kinofilm. Als Chefarchitekt gestaltete er recht bald eine Fülle von hochwertigen und teuer produzierten A-Produktionen, darunter auch mehrere ausstattungsreiche Filme wie Die Geliebte des französischen Leutnants und Lady Jane – Königin für neun Tage. Für seine Arbeit an der Neuverfilmung von George Orwells 1984 erhielt Cameron 1985 eine Nominierung für den British Academy Film Award. Im selben Jahr gelang ihm der endgültige Durchbruch mit seinen Entwürfen zu dem Actionfilm Highlander – Es kann nur einen geben, der sich als veritabler Kassenerfolg erweisen sollte.
Allan Cameron übersiedelte daraufhin in die USA. In Hollywood designte er durchgehend Bauten für hochklassige Unterhaltungsfilme. Seine Arbeiten belegen eine große künstlerische Bandbreite. Cameron schuf eine vorzeitliche Fantasy-Welt in Willow und ließ das Pionierzeitalter des Wilden Westens in In einem fernen Land aufleben. 1992 evozierte Cameron mit seinen Dekos die kleinbürgerliche Enge im nazistischen Hamburg der 1930er Jahre, gegen die sich die Swing Kids aufzulehnen versuchen, und zwei Jahre darauf kreierte er Rudyard Kiplings Tierreich in einer Neuverfilmung vom Dschungelbuch. 1996 gestalteten Camerons Designs die futuristische Welt der Starship Troopers.
Ein Jahr später kehrte Cameron in die alte Heimat zurück, um einen James-Bond-Film, Der Morgen stirbt nie, szenenbildnerisch zu betreuen. 1998 und 2000 wiederum entwarf er die Bauten zu zwei Mumie-Neuverfilmungen, 2005 und 2008 die Kulissen zu den beiden Dan-Brown-Adaptionen The Da Vinci Code – Sakrileg und Illuminati mit Tom Hanks.

## Filmografie
Als Chefarchitekt beim Kinofilm, wenn nicht anders angegeben:
- 1971: David Nixon’s Magic Box (TV-Zweiteiler)
- 1972/73: Pardon My Genie (TV-Serie)
- 1973: Carry On Christmas (TV-Film)
- 1974: Moody and Pegg (TV-Serie)
- 1975: A Journey to London (TV-Film)
- 1976: Spring and Autumn (TV-Serie)
- 1977: Romance (TV-Dreiteiler)
- 1978: Robin’s Nest (TV-Serie)
- 1978: Edward & Mrs. Simpson (TV-Serie)
- 1979: George & Mildred (TV-Dreiteiler)
- 1980: Born and Bred (TV-Serie)
- 1981: Die Geliebte des französischen Leutnants (The French Lieutenant’s Woman)
- 1982: The Pirates of Penzance (TV-Film)
- 1982: Agenten sterben zweimal (The Jigsaw Man)
- 1982: Der Honorarkonsul (The Honorary Consul)
- 1983: Princess Daisy (TV-Film)
- 1983: Lace (TV-Film)
- 1984: 1984 (Nineteen Eighty-Four)
- 1985: Lady Jane – Königin für neun Tage (Lady Jane)
- 1985: Highlander – Es kann nur einen geben (Highlander)
- 1986: Das vierte Protokoll (The Fourth Protocol)
- 1987: Willow
- 1990: Air America
- 1992: In einem fernen Land (Far and Away)
- 1992: Swing Kids
- 1993: Flucht aus Absolom (No Escape)
- 1994: Das Dschungelbuch (Rudyard Kipling's The Jungle Book)
- 1995: Showgirls
- 1995: Die Legende von Pinocchio (The Adventures of Pinocchio)
- 1996: Starship Troopers
- 1997: James Bond 007 – Der Morgen stirbt nie (Tomorrow Never Dies)
- 1998: Die Mumie (The Mummy)
- 1999: Hollow Man – Unsichtbare Gefahr (Hollow Man)
- 2000: Die Mumie kehrt zurück (The Mummy returns)
- 2001: Die vier Federn (The Four Feathers)
- 2002: Shanghai Knights
- 2003: Van Helsing
- 2004: Sahara – Abenteuer in der Wüste (Sahara)
- 2005: The Da Vinci Code – Sakrileg (The Da Vinci Code)
- 2006: Die Gebrüder Weihnachtsmann (Fred Claus)
- 2008: Illuminati (Angels and Demons)
- 2013: Horns